# Eparchie turovská
Eparchie Turov je eparchie běloruské pravoslavné církve nacházející se v Bělorusku.

## Území a titul biskupa
Zahrnuje správní hranice území Braginského, Jelského, Žytkavického, Kalinkavického, Lelčyckého, Mazyrského, Naraŭljanského, Akcjabrského, Petrykaŭského a Chojnického rajónu Homelské oblasti.
Eparchiálnímu biskupovi náleží titul biskup turovský a mazyrský.

## Historie
Eparchie byla zřízena roku 1005. Je to jedna z nejstarších pravoslavných eparchií na území moderního Běloruska.
Roku 1241 bylo sídlo biskupa přesunuto do Pinsku.
Roku 1793 byla turovsko-pinská eparchie zrušena a její území přešlo do minské eparchie.
V letech 1922–1926 existoval turovsko-mozyrský vikariát minské eparchie.
Roku 1990 byla zřízena homelsko-mozyrská eparchie a o dva roky později byla Svatým synodem zřízena samostatná turovská eparchie.

## Seznam biskupů
- Foma (zmíněn roku 1005 a 1014)
- 1072–? Simeon
- Ignatij
- Ioakim I.
- Georgij
- 1114–1120 Kirill I.
- ?–1144 Ignatij
- 1144–1146 Ioakim I.
- Ioann (1146)
- Georgij (zmíněn 1167–1169)
- 1169–1182 Kirill svatořečený
- 1182–1194 Lavrentij svatořečený
- Dále je zmíněno 23 jmen u kterých neznáme žádná data
  - Iona
  - Vasilij
  - Daniil
  - Dimitrij
  - Simeon
  - Petr
  - Kiprian
  - Feodotij
  - Arsenij
  - Dionisij
  - Iason
  - Isakij
  - Feodosij
  - Alexij
  - Ioakim
  - Jefrem
  - Iona
  - Vassian
  - Arsenij
  - Jefrem
  - Simeon
  - Tichon
  - Simeon
  - v 19. století je také zmiňován biskup Paisij (Sachovskij)
    - dále biskupové pinské eparchie
- 1992–2004 Pjotr (Karpusjuk)
- 2005–2012 Stefan (Neščeret)
- od 2012 Leonid (Fil)